# الدين في تايوان
يتميز الدين في تايوان بتنوع المعتقدات والممارسات الدينية، لا سيما التي تتعلق بالحفاظ المستمر على الحضارة الصينية والدين الصيني القديم. يحفظ دستور جمهورية الصين (أي تايوان) حرية التدين. معظم الشعب التايواني يعتنق مزيجًا من البوذية والطاوية مع رؤية كونية كونفوشية عادة، ويسمى هذا المزيج الدين الشعبي الصيني.
يحاول كثير من التحليلات الإحصائية التفريق بين البوذية والطاوية في تايوان، ولكنهما، مع الكونفوشيوسية، يشكّلان مظهرين من الدين الشعبي الصيني الأوسع. يصعُب التفريق بين هذه المظاهر لأن عدة آلهة طاويّة تعبَد إلى جانب آلهة ترجع إلى البوذية، منها غوانين مثلًا، في معابد كثيرة في أرجاء البلاد.

## الأديان

### الأديان الرئيسة

#### الدين الشعبي الصيني
يعرّف الدين التقليدي أو الشعبي الصيني، أو الدين الصيني، ويسمى أيضًا الشينية، بأنه مجموعة من جذور التجارب والأنظمة والمعتقدات والممارسات الدينية والروحانية العرقية لصينيي الهان. ومن الأسماء الأخرى لهذا المركب الديني: الكونيّة الصينية، وقد صكّ هذا المصطلح جان جاكوب ماريا دو غروت، وهو يشير إلى المنظور الميتافيزيقي الجوهري للدين الصيني.
يتألف الدين الصيني الشعبي من عبادة الشن (神، أي «الآلهة» أو «الأرواح» أو «الوعي» أو «الطرز الأولية»، وهي تعني حرفيًّا «التعبيرات»، وهي الطاقات التي تولّد الأشياء وتجعلها مزدهرة) ويمكن أن تكون آلهة طبيعية أو آلهة مدن أو آلهة حافظة لتجمعات إنسانية أخرى أو آلهة وطنية أو أبطالًا ثقافيين أو أنصاف آلهة أو أسلافًا أو آلهة قرابة. من الأساطير الصينية روايات مقدسة تتعلق ببعض هذه الآلهة.
يتأطّر الدين الشعبي الصيني في تايوان بالكهنوت الشعائري الذي يطبقه رجال الدين الطاويون الجنغيون (سانجو داوشي)، وبأنظمة كهنوتية مستقلة للمعلمين الطقوسيين غير الطاويين (الفاشي)، وبالوسطاء الروحيين (تونغجي). للدين الصيني الشعبي في تايوان صفات خاصة، منها عبادة الوانغ يي. ومع أن الفالون غونغ ممنوعة في الصين، فإن الناس في تايوان أحرار في ممارستها.

#### الخلاصية الصينية
في عام 2005، كان أكثر من 10% من سكان تايوان يعتنقون تنويعة من منظمات الخلاص الدينية الشعبية. أكبر هذه المنظمات هي ييغوانداو (ويعتنقها 3.5% من السكان)، ثم التياندية (التي يشكل تعداد المنتسبين إلى كنيستيها، كنيسة الفضيلة السماوية المقدسة وكنيسة سيد الكون، 2.2% من سكان الجزيرة)، ثم ميليداداو (وهي فرع من ييغوانداو وتشكل 1.1%)، ثم الزايلية (0.8%) ثم الجوانيوانية (0.7%) وحركات دينية صغيرة أخرى منها الخلاصية قبل الكونية والدايية. تأتي أكبر ثلاثة منظمات —ييغوانداو والتياندية وميليداداو— وغيرها من تراث جيانتيانداو، وبهذا، يعتنق هذا التقليد الديني أكثر من 7% من سكان تايوان. من الخلاصيات الأخرى التي لها حضور مهم في تايوان، الكونفوشيوسية الصينية (وتسمى أيضًا اللوانية) والويكسينية المعاصرة.

#### الطاوية والكونفوشيوسية
تتشابك الطاوية في تايوان مع الدين الشعبي، وتشيع فيها مدرسة زنغيي، التي وظيفة الكهنة فيها أن يديروا طقوس عبادات المجتمعات المحلية. ليس في الطاوية التايوانية تراث تأملي أو تقشفي أو رهباني مثل طاوية كوانزن في شمال الصين. وللمعلّمين السماويين، قادة مدرسة زنغيي، مجلسهم في الجزيرة. هذا المجلس منقسم اليوم إلى ثلاثة اتجاهات تتنافس لرئاسة المجتمع الطاوي.
يظهر السياسيون من كل الأحزاب في المعابد الطاوية في خلال حملاتهم، ويستخدمونها للتجمعات السياسية. ومع هذا ومع الخلافات بين الفِرَق على القيادة، فإنه ليس في تايوان بنية طاوية سلطوية موحدة تشرف على كل الطاويين. حسب إحصاء عام 2005، فإن في تايوان 7.6 مليون طاوي (أي 33% من السكان) في ذلك العام. وفي عام 2015، كان في تايوان 9,485 معبدًا طاويًّا مسجلًا، وهو ما يشكل 78% من المعابد المسجلة كلها.
للكونفوشيوسية حضور في تايوان على هيئة جمعيات ومعابد وأضرحة عديدة لعبادة كونفوشيوس والحكماء. في عام 2005، كان 0.7% من السكان يعتنقون الجوانيوانية، وهي دين مبني على الكونفوشيوسية يقول بعبادة هوانغدي بوصفه رمزًا للإله.

#### البوذية
دخلت البوذية إلى تايوان في حكم سلالة كينغ المتوسطة (في القرن الثامن عشر)، من خلال فِرَق زايجياو الشعبية. منذ ذلك الحين ازدهرت عدة أشكال من البوذية في تايوان. في أيام الاحتلال الياباني، اكتسبت مدارس البوذية اليابانية (مثل بوذية شنغون وجودو شنشو ونشيرين شو) نفوذًا وسلطة على كثير من المعابد التايوانية البوذية، وكان هذا جزءًا من سياسة الامتصاص الثقافي اليابانية.
ومع أن كثيرًا من المجتمعات البوذية انتسبت إلى الفِرَق اليابانية طلبًا للحماية، فإنهم بالعموم حافظوا على الممارسات البوذية الصينية. فعلى سبيل المثال، لم ينجح تحويل تايوان إلى الثقافة اليابانية في شؤون الزواج الديني وممارسة أكل اللحم وشرب النبيذ كما نجح ذلك في التراث البوذي في كوريا أيام حكم اليابانيين.
بعد نهاية الحرب العالمية الثانية وتأسيس جمهورية الصين في الجزيرة، انتقل كثير من الرهبان من الصين إلى تايوان، منهم يين شون (印順) الذي كان يعتبر عمومًا شخصية بارزة في جلب البوذية الإنسانية إلى تايوان. وأسهم هؤلاء الرهبان إسهامًا مهمًّا في تطوير البوذية الصينية في الجزيرة.
لم تزل الجمعية البوذية في جمهورية الصين المنظمة البوذية السائدة حتى رفع التقييدات عن النشاطات الدينية في ثمانينيات القرن العشرين. في تايوان اليوم منظمات بوذية إنسانية وبوذية حداثية كثيرة، منها جبل دارما درم (فاغوشان 法鼓山) التي أسسها شنغ ين (聖嚴), ومنظمة النور البوذي العالمية (فوغوانغشان 佛光山) التي أسسها هسينغ ين (星雲), ومؤسسة تزو تشي (سيجي جيجينهوي 慈濟基金會) التي أسسها تشنغ ين (證嚴法師).
لم يزل لمجموعات زايجياو البوذية نفوذ في المجتمع التايواني. في العقود الأخيرة، توسعت أشكال غير صينية من البوذية في تايوان، منها البوذية التبتية وبوذية سوكا غاكاكي نيشرين. تنامى الانتماء إلى البوذية في تايوان منذ ثمانينيات القرن العشرين. ازداد عدد البوذيين من 800,000 في 1983 (أي 4% من السكان) إلى 4.9 مليون نسمة في 1995 ثم إلى 8 ملايين (أي 35% من السكان) في 2005.

### الأديان الصغيرة

#### الدين البهائي
بدأ تاريخ الدين البهائي (بالصينية: 巴哈伊教; بالبينيين: باهاييجياو) بعد دخوله إلى مناطق من الصين واليابان القريبة. وصل أول بهائي إلى تايوان عام 1949 وكان أول من أصبح بهائيا جيروم تشو (تشو ياو لنغ) في عام 1945 أثناء زيارته للولايات المتحدة الأمريكية. بحلول مايو عام 1955، كان في تايوان ثمانية عشر بهائيًّا في ست مراكز في أرجاء تايوان. تأسس أول تجمع روحاني محلي في تايوان في تاينان عام 1956. مع نمو عدد التجمعات الروحانية المحلية (في تايبي وتاينان وخوالين وبينغتنع)، تأسس التجمع الروحاني الوطني التايواني عام 1967. في إحصائيات 2005 الرسمية عن الأديان التي أصدرتها وزارة الشؤون المدنية في تايوان، كان للدين البهائي 16 ألف معتنقًا و13 تجمعًا روحانيًّا محلّيًّا.

#### المسيحية
تشكل المسيحية 3.9% من سكان تايوان حسب إحصاء عام 2005. يشمل المسيحيون في الجزيرة نحو 600 ألف بروتستانتي، و300 ألف كاثوليكي، وعددًا قليلًا من المورمونيين.
وعلى الرغم من وضعها الأقلّيّ، فإن كثيرًا من القادة السياسيين الأوائل في الحزب الوطني الصيني كانوا مسيحيين. وكان عدة رؤساء لجمهورية الصين مسيحيين، منهم سون يات سن الذي كان أبرشانيًّا، وتشيانغ كاي شك وتشيانغ تشنغ كو اللذين كانا ميثوديين، ولي تنغهوي الذي كان عضوًا في الكنيسة المشيخية. للكنيسة المشيخية روابط قوية بالحزب الديمقراطي التقدمي منذ ثمانينيات القرن العشرين.
تمر المسيحية في تايوان بحالة انحسار منذ سبعينيات القرن العشرين، بعد فترة نمو قوي منذ عام 1950 إلى ستينيات القرن العشرين.

### الإسلام
مع أن الإسلام نشأ في شبه الجزيرة العربية، فإنه انتشر شرقًا إلى الصين منذ القرن السابع الميلادي. تزوج التجار المسلمون نساءً صينيات، وأسسوا مجموعة عرقية صينية تسمى شعب الهوي. وصل الإسلام أول مرة إلى تايوان في القرن السابع عشر عندما رافقت عائلات مسلمة من محافظة فوجيان الساحلية في جنوب الصين القائد كوكسينغا في حربه لطرد الهولنديين من تايوان. لم ينتشر الإسلام هناك وأُدمج أحفاد هذه العائلات في المجتمع التايواني المحلي وتبنوا الطقوس والأديان المحلية.

## معرض صور

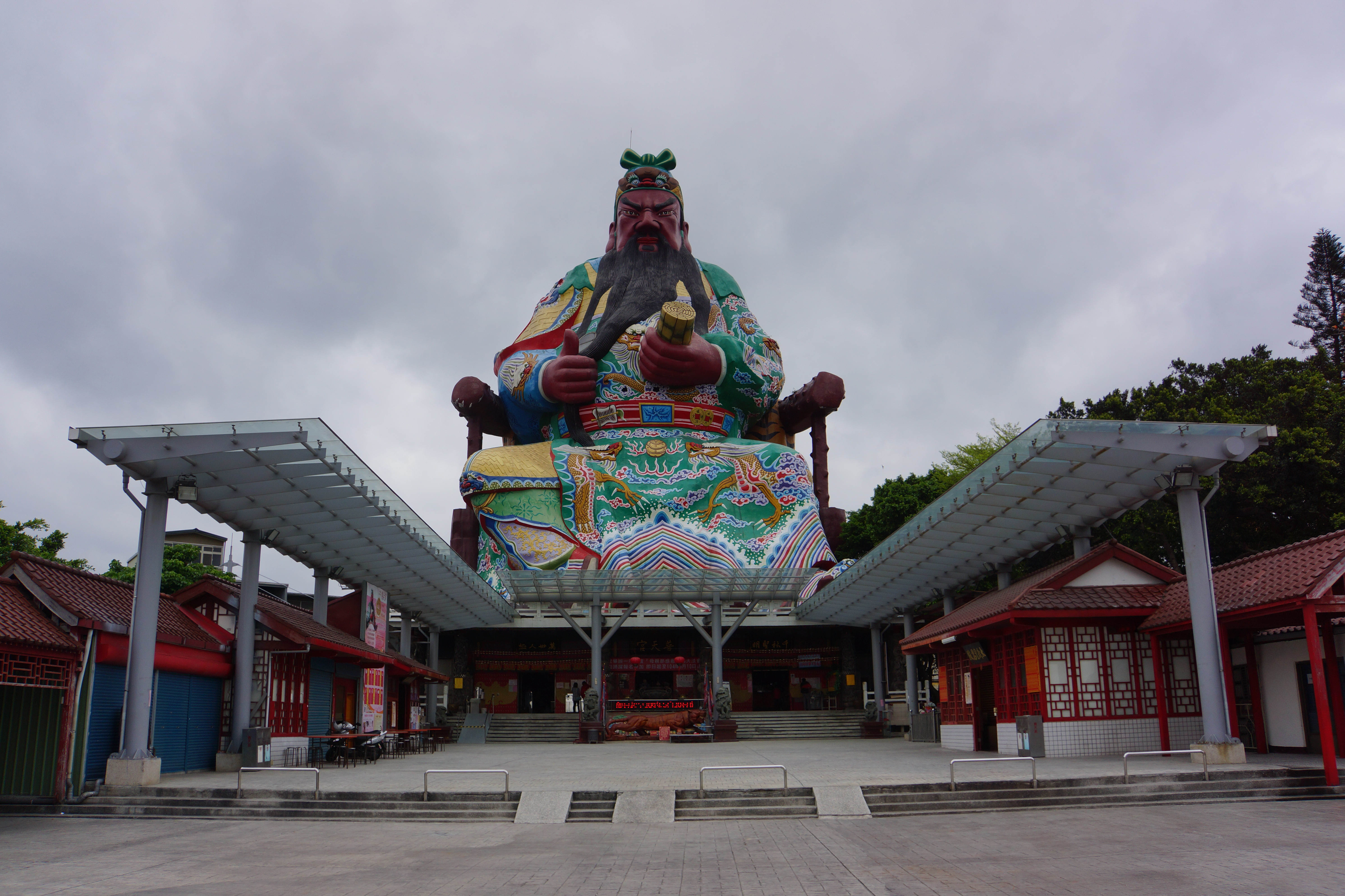
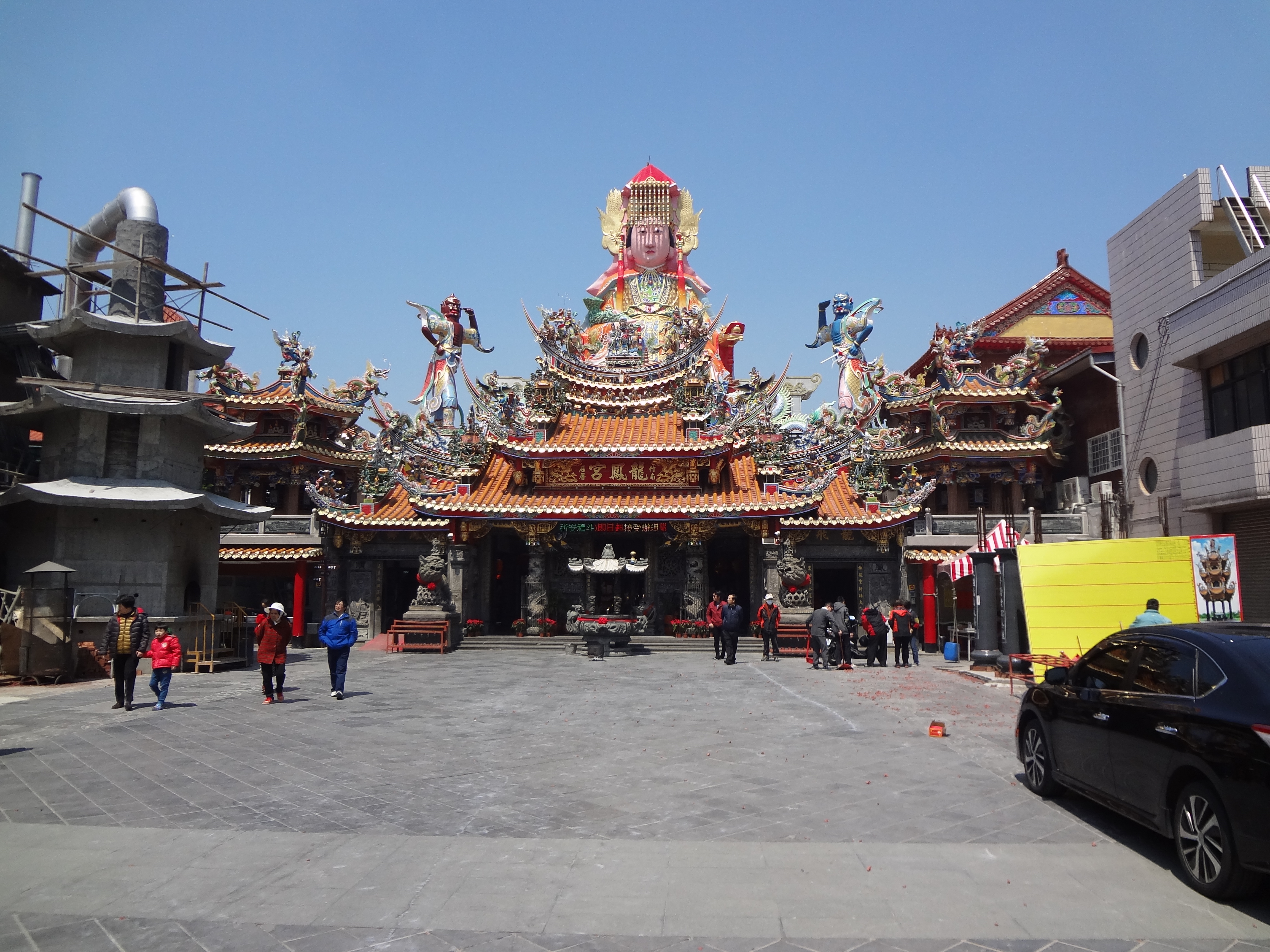
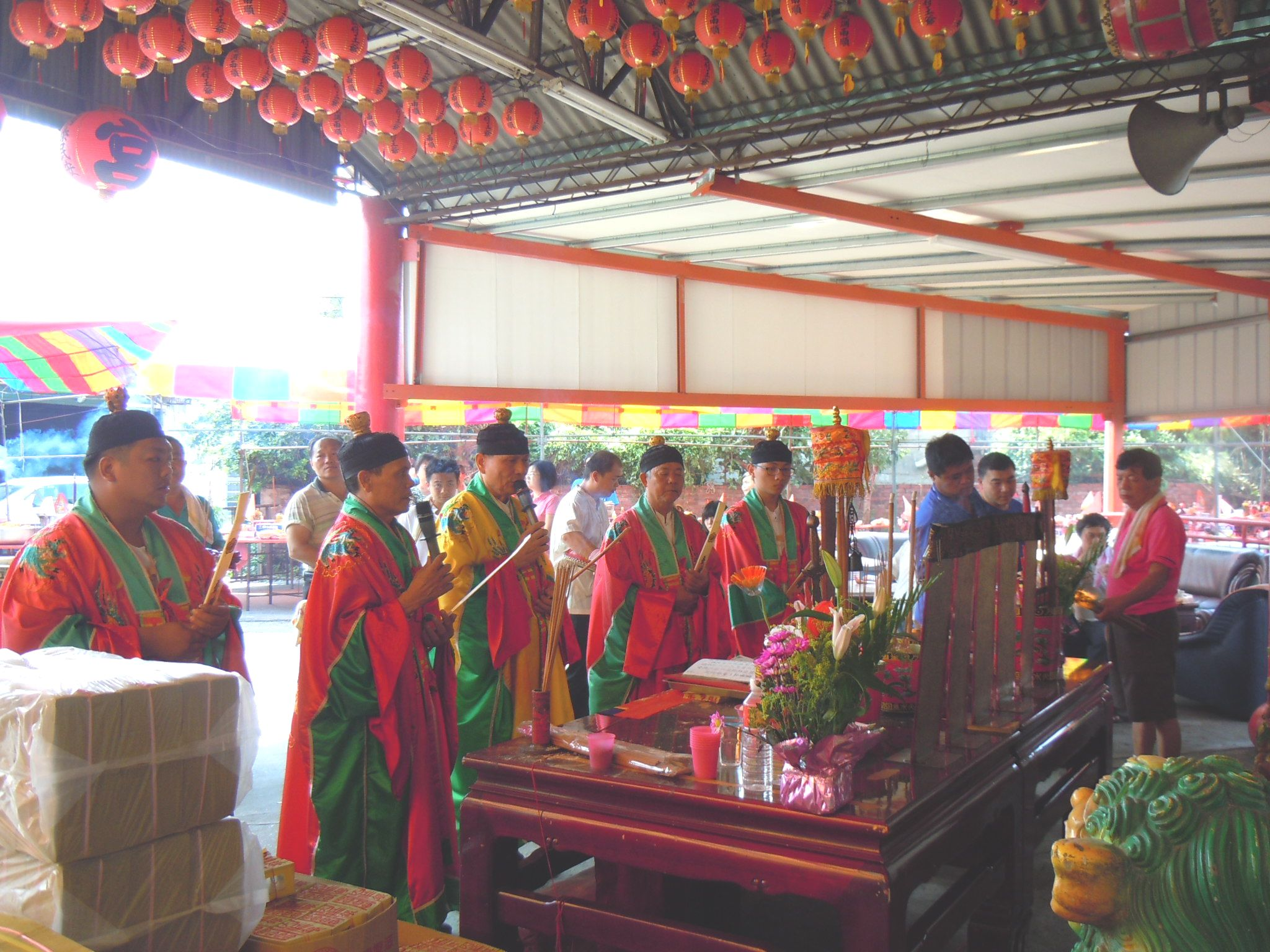
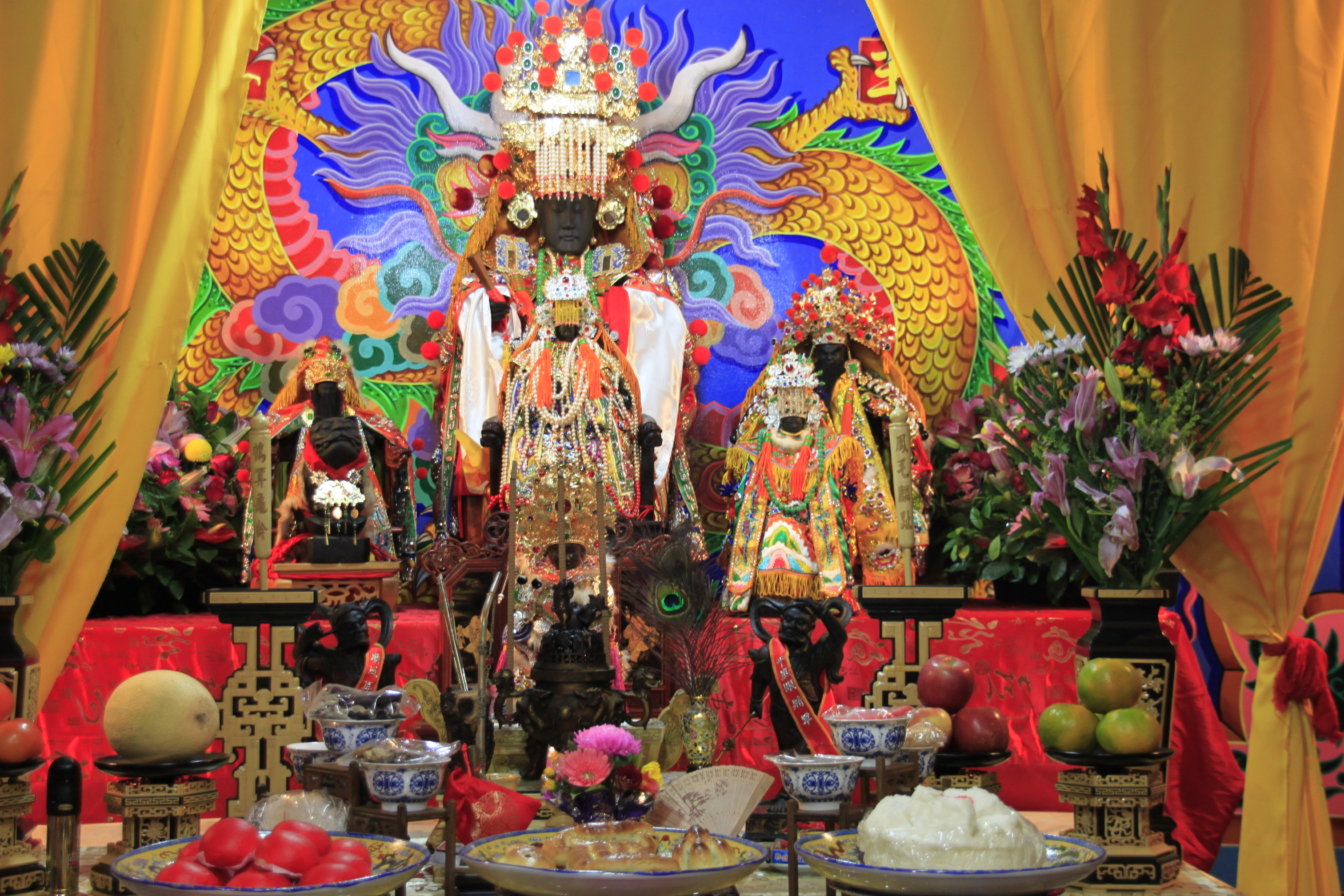
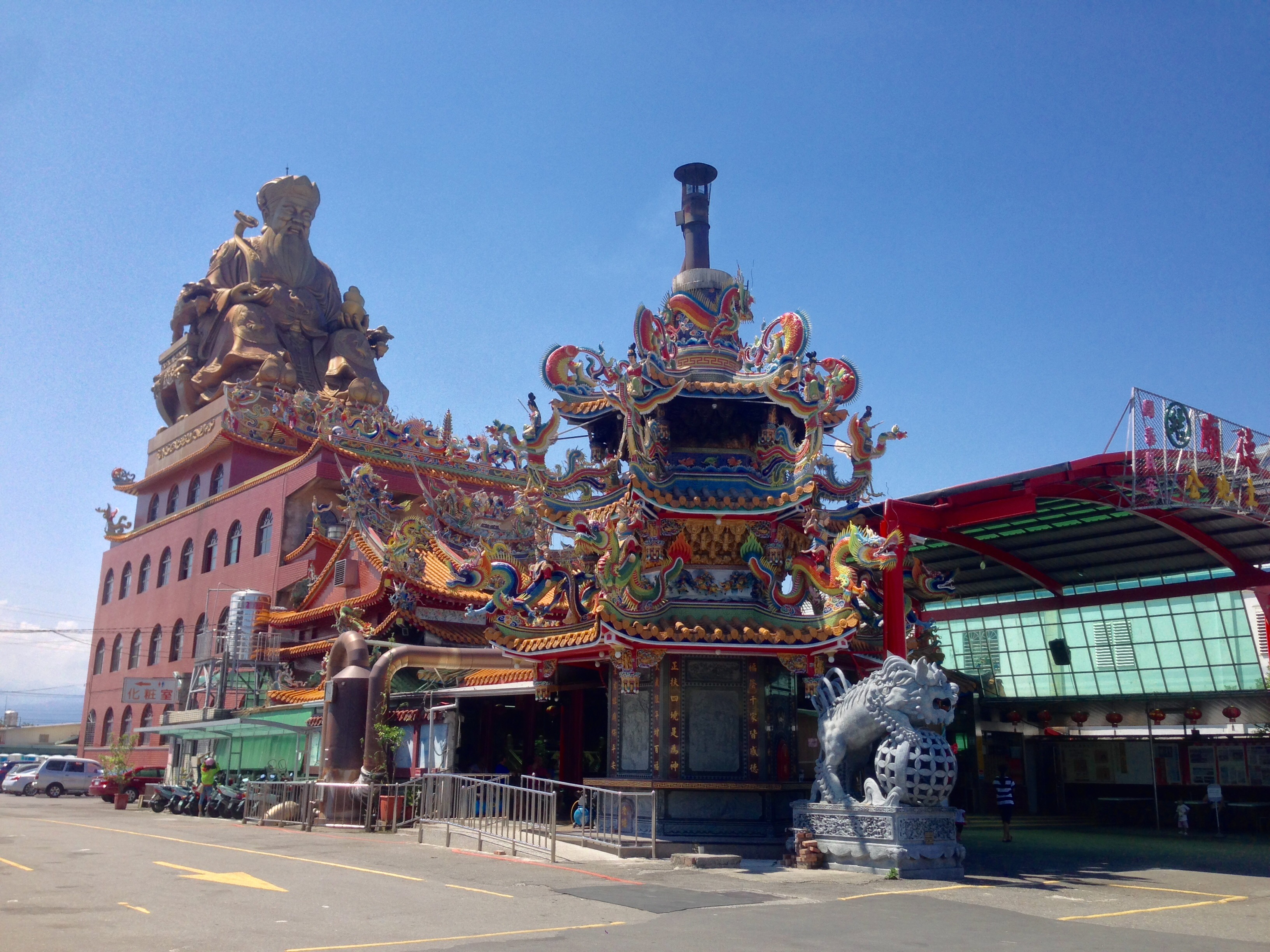
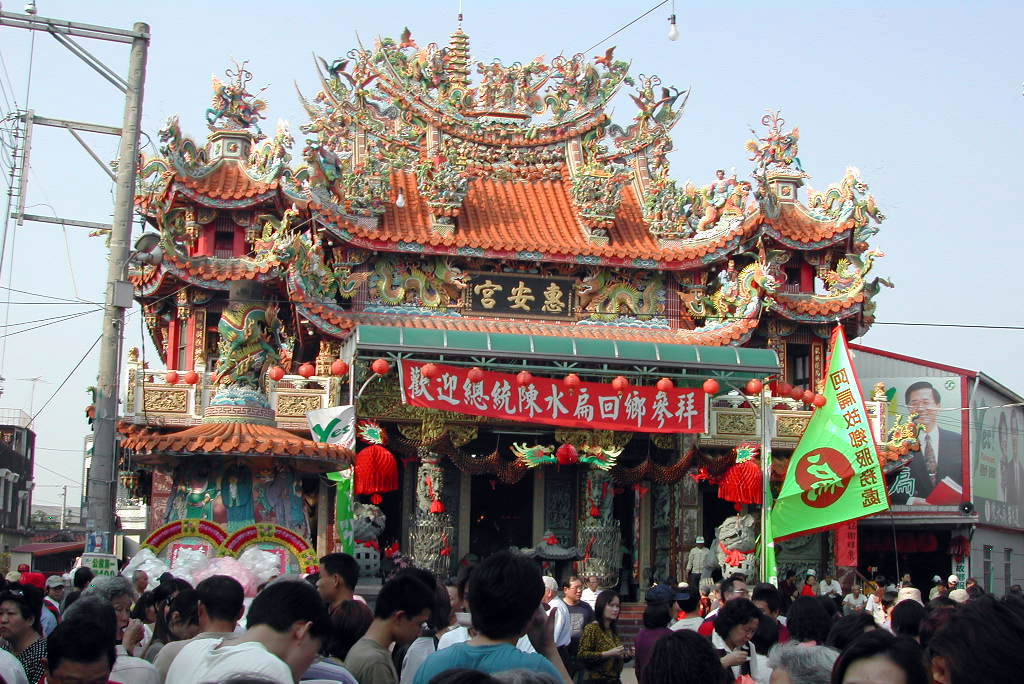

## التوزيع النسبي للأديان
| الديانة       | النسبة المئوية | أرقام أخرى        |
| ديانة صينية   | 49%            | من 42.66% إلى 80% |
| بوذية         | 22.4%          | من 15.97% إلى 80% |
| طاوية         | 12.63%         | من 10.2% إلى 33%  |
| ديانات جديدة  | 6.83%          | من 6.8% إلى 6.83% |
| مسيحية        | 4.5%           | من 3.2% إلى 8%    |
| لادينية       | 4.2%           | من 0.2% إلى 14%   |
| إسلام         | 0.25%          | من 0.2% إلى 0.48% |
| بهائية        | 0.04%          | من 0.04% إلى 0.1% |
| ديانة تقليدية | 0.04%          | من 0.04% إلى 0.3% |